# Danger immédiat (film)
Ne doit pas être confondu avec Danger immédiat ou Danger grave et imminent en droit français.
Série Jack Ryan
Jeux de guerre
(1992) La Somme de toutes les peurs
(2002)
Pour plus de détails, voir Fiche technique et Distribution.
Danger immédiat (Clear and Present Danger) est un film américano-mexicain réalisé par Phillip Noyce et sorti en 1994. Adapté du roman du même nom de Tom Clancy, il fait suite à Jeux de guerre (Patriot Games), sorti en 1992. C'est le troisième film de la franchise avec Jack Ryan.

## Synopsis
Un ami du Président des États-Unis est assassiné sur son yacht avec sa famille. L’enquête révèle qu'il aidait le cartel de la drogue colombien, dirigé par Ernesto Escobedo, à blanchir ses revenus. Le Président et ses conseillers Robert Ritter et James Cutter décident d'organiser des représailles secrètes et illicites : ils engagent le mercenaire John Clark et plusieurs soldats pour détruire les usines d'Escobedo et tuer ses associés.
L'amiral James Greer étant atteint d'un cancer du pancréas, Jack Ryan devient directeur adjoint du renseignement de la CIA et essaie lui aussi de lutter contre le cartel colombien mais par la méthode légale. Lorsqu'il découvre l'opération secrète, il tente d'y mettre un terme et se retrouve avec le Président et ses conseillers face à lui. Dans le même temps, le bras droit d'Escobedo, Felix Cortez, découvre lui aussi l'opération contre Escobedo et décide d'en profiter pour détrôner son patron et prendre le contrôle du cartel.

## Fiche technique
Sauf indication contraire, les informations mentionnées dans cette section peuvent être confirmées par la base de données cinématographiques IMDb,  présente dans la section « Liens externes ».
- Titre original : Clear and Present Danger
- Titre français et québécois : Danger immédiat
- Réalisation : Phillip Noyce
- Scénario : Donald Stewart, Steven Zaillian et John Milius, d'après le roman Danger immédiat de Tom Clancy
- Musique : James Horner
- Direction artistique : William Cruse
- Décors : Terence Marsh, Jay Hart et Mickey S. Michaels
- Costumes : Bernie Pollack
- Photographie : Donald McAlpine
- Son : Michael Herbick, Frank A. Montaño, Arthur Rochester
- Montage : Neil Travis
- Production : Mace Neufeld et Robert Rehme

Coproducteur : Ralph S. Singleton
Productrice associée : Lis Kern
- Sociétés de production[1] : Paramount Pictures et Mace Neufeld Productions
- Sociétés de distribution[1] :  Paramount Pictures /  United International Pictures
- Budget : 62 millions de dollars[2]
- Pays de production :  États-Unis,  Mexique
- Langue originale : anglais
- Format[3] : couleur (DeLuxe) - 35 mm - 2,35:1 (Cinémascope) - son Dolby Digital | DTS
- Genre : action, thriller, drame
- Durée : 141 minutes
- Dates de sortie[4] :
  - États-Unis : 3 août 1994
  - France : 19 octobre 1994 (sortie nationale) / septembre 2009 (Festival du cinéma américain de Deauville)
- Classification[5] :
  -  États-Unis : PG-13 - Parents Strongly Cautioned  (Certaines scènes peuvent heurter les enfants de moins de 13 ans - Accord parental recommandé, film déconseillé aux moins de 13 ans)
  -  France : Tous publics avec avertissement (visa d'exploitation no 86646 délivré le 5 octobre 1994)[6]

## Distribution
- Harrison Ford (VF : Richard Darbois) : Jack Ryan
- Willem Dafoe (VF : Patrick Floersheim) : John Clark
- Anne Archer (VF : Frédérique Tirmont) : Cathy Muller Ryan
- Joaquim de Almeida (VF : Marc Alfos) : le colonel Felix Cortez
- Henry Czerny (VF : Edgar Givry) : Robert Ritter
- Harris Yulin (VF : Jacques Richard) : James Cutter
- Donald Moffat (VF : Serge Lhorca) : le président Bennett
- Miguel Sandoval (VF : Mostéfa Stiti) : Ernesto Escobedo
- Benjamin Bratt : le capitaine Ramirez
- Raymond Cruz (VF : Damien Boisseau) : le sergent Domingo Chavez
- Dean Jones (VF : Michel Le Royer) : le juge Moore
- Thora Birch : Sally Ryan
- Ann Magnuson (VF : Martine Meirhaeghe) : Moira Wolfson
- Hope Lange (VF : Martine Sarcey) : la sénatrice Mayo
- Tom Tammi (VF : Philippe Peythieu) : le directeur du FBI Emile Jacobs
- Tim Grimm (VF : Michel Dodane) : l'agent du FBI Dan Murray
- Belita Moreno (VF : Denise Metmer) : Jean Fowler
- James Earl Jones (VF : Henry Djanik) : l'amiral James Greer
- Jorge Luke : Sipo
- Jaime Gomez : le sergent Julio Vega
- Greg Germann (VF : Luq Hamet) : Petey
- Ellen Geer : Rose
- Ted Raimi : l'analyste satellite
- Vondie Curtis-Hall : l'analyste empreinte vocale
- Rex Linn : Marvin, détective de Washington
- Victor Palmieri (VF : Jean-Claude Balard) : l'ambassadeur Ferris
- Reg E. Cathey (VF : Pascal Renwick) : le sergent-major
- Clark Gregg : le sergent
- Reed Diamond (VF : Vincent Ropion) : le chef des gardes-côte
- Harley Venton (VF : Luq Hamet) : l'agent Ralph Williams
- Patrick Bauchau (VF : Vincent Grass) : Enrique Rojas
- Patricia Belcher : l'officier INS

Source et légende : Version française (VF) sur AlloDoublage

## Musique
- Will Ackerman (chanson Climbing in Geometry)
- Herb Avery (chanson Breaking News #2 Theme)
- Sam Fonteyn (chanson Cocktail Time)
- James Horner et D. Brent Nelson (chanson Peligro)
- Raúl Valdés (chanson Bacalao con pan)
- Vico C (chanson Pa' Mi Collección (en))
- Isaac Villanueva (chanson El pescador de Baru) ; avec les morceaux de Antonín Dvořák (9e Symphonie)
- Gioachino Rossini (Ouverture de Il viaggio a Reims)
- Dmitri Chostakovitch (Symphonie no 5 : Troisième Mouvement)
- Samuel A. Ward (chanson America the Beautiful)

La musique originale est composée et dirigée par James Horner, qui avait déjà travaillé avec Phillip Noyce sur Jeux de Guerre. Bien que son approche soit sensiblement différente sur ce troisième film consacré à Jack Ryan, James Horner recourt une fois encore à la symbiose entre musique acoustique et musique électronique. Sa vision de la musique d'action est à la fois plus débridée et plus subtile. Elle représente sans doute la quintessence de sa musique dans ce registre. Il ne reviendra plus à ce genre cinématographique par la suite, si ce n'est pour Ennemis rapprochés où son approche sera plus intimiste.
Comme à son habitude, il intègre dans sa partition originale de nombreuses citations classiques, dont la plus notable est l'Adagio d'Aram Khatchatourian, issu de son ballet Gayaneh (Looking for Clues), qu'il utilisa une première fois dans Aliens et qu'il citera régulièrement au cours de sa carrière. Cette citation est tout sauf un hasard, puisque Stanley Kubrick intégra ce morceau dans 2001, l'Odyssée de l'espace et que ce film poussera James Horner à composer pour le cinéma. James Horner, qui fut l'élève de György Ligeti dont les musiques ont aussi accompagné les images de 2001, l'Odyssée de l'espace.
Ici, le compositeur pousse l'art de la citation encore plus loin en fusionnant ce célèbre Adagio avec le Troisième mouvement (Largo) de la Symphonie n°5 de Dmitri Chostakovitch, dans Greer's Funeral / Betrayal.
Partition composée en 14 jours, Danger Immédiat cristallise la plupart des expérimentations de James Horner dans le registre du polar/thriller, tout en se distinguant de ses autres incursions dans le genre par une touche traditionnelle telle qu'il aimait à l'exploiter (flûte de pan, shakuhachi) pour évoquer les couleurs sud-américaines. La musique originale a été éditée une première fois par Milan en 1994, puis en 2013 dans son intégralité par le label Intrada.

## Accueil

### Accueil critique
Aux États-Unis, le film reçoit globalement de bonnes critiques. Sur l'agrégateur américain Rotten Tomatoes, il obtient 79 % d'avis favorables pour 42 critiques de professionnels et une note moyenne de 6,86⁄10. Sur Metacritic, il décroche une moyenne de 74 sur 100 établi sur 14 critiques. Du côté des spectateurs, ceux interrogés sur CinemaScore ont attribué au film une note moyenne de « A » sur une échelle de A + à F.

### Box-office
Lors de son exploitation, le film a rapporté 215 887 717 USD au box-office mondial pour un budget estimé à 62 millions de dollars. Danger immédiat a réalisé, sur le sol français, 977 302 entrées pour une combinaison maximum de 314 salles.
| Pays ou région                     | Box-office                      | Date d'arrêt du box-office | Nombre de semaines |
| ---------------------------------- | ------------------------------- | -------------------------- | ------------------ |
| États-Unis / Canada (1er week-end) | 20 348 017 $                    | du 5 au 7 août 1994        | -                  |
| États-Unis Canada                  | 122 187 717 $                   | 16 octobre 1994            | 11                 |
| France Paris                       | 977 302 entrées 126 694 entrées | -                          | -                  |
| Total hors États-Unis              | 93 700 000 $                    | 16 octobre 1994            | 11                 |
| Total mondial                      | 215 887 717 $                   | 16 octobre 1994            | 11                 |

## Distinctions
Entre 1994 et 2019, Danger immédiat a été sélectionné 15 fois dans diverses catégories et a remporté 3 récompenses,.

### Récompenses
- ASCAP Film and Television Music Awards 1995 : ASCAP Award des meilleurs films au box-office pour James Horner.
- Blockbuster Entertainment Awards 1995 : 
  - Prix Blockbuster Entertainment Award : Acteur préféré - Action, Théâtre pour Harrison Ford.
  - Prix Blockbuster Entertainment Award : Acteur préféré - Action, en vidéo pour Harrison Ford.

### Nominations
- Awards Circuit Community Awards 1994 : meilleur ensemble de cascades
- Festival du cinéma américain de Deauville 1994[14] : Premières - Hors compétition pour Phillip Noyce.
- Academy of Science Fiction, Fantasy and Horror Films - Saturn Awards 1995 : Meilleur film d'action, d'aventures ou thriller.
- Cinema Audio Society 1995 : meilleur mixage sonore d'un film pour Donald O. Mitchell, Michael Herbick, Frank A. Montaño, Art Rochester.
- Motion Picture Sound Editors 1995 : 
  - Meilleur montage sonore, dialogues et doublages dans un film pour Becky Sullivan.
  - Meilleurs effets sonores et bruitages dans un film pour David E. Stone, Bruce Stambler, John Leveque, Lance Brown, Jay Nierenberg, Glenn Hoskinson, Frank Howard, Steve Mann, Donald L. Warner Jr., Jeffrey L. Sandler, Pamela Bentkowski, Christine Danelski et Jeffrey R. Payne
- MTV Movie + TV Awards 1995 : meilleure séquence d'action dans l'embuscade du convoi de la CIA
- Oscars du cinéma 1995 :
  - Meilleur son pour Donald O. Mitchell, Michael Herbick, Frank A. Montaño et Art Rochester.
  - Meilleur montage sonore pour Bruce Stambler et John Leveque.
- Academy of Science Fiction, Fantasy and Horror Films - Saturn Awards 2004 : meilleure collection de DVD
- 20/20 Awards 2015 : meilleur design sonore
- Academy of Science Fiction, Fantasy and Horror Films - Saturn Awards 2019 : meilleure version de la collection DVD / Blu-Ray